# Resolució 2367 del Consell de Seguretat de les Nacions Unides
La Resolució 2367 del Consell de Seguretat de les Nacions Unides fou adoptada per unanimitat el 14 de juliol de 2017. El Consell va ampliar el mandat de la Missió d'Assistència de les Nacions Unides per a l'Iraq (UNAMI) per un any fins al 31 de juliol de 2018.
En una carta dirigida al secretari general António Guterres, el ministre de Relacions Exteriors iraquià, Ibrahim Jaafari, va confirmar la importància de la missió, especialment ara que l'exèrcit iraquià estava a punt de "alliberar l'Iraq del terrorisme i destruir Estat Islàmic d'una vegada per sempre".
La representant estatunidenca, Michele J. Sison, va qualificar la decisió com una fita en la lluita iraquiana contra Estat Islàmic. Per primera vegada, el Secretari General consultaria a tercers sobre com millorar l'eficiència de la missió.

## Contingut
La situació de seguretat a l'Iraq es va mantenir greu a causa de la presència de grups terroristes i de més de 5,3 milions de refugiats. El Consell va cridar als polítics iraquians a superar les diferències i acordar junts una visió per al país. Tots els rangs de la població havien de poder participar en aquest procés polític, incloses les dones.
El govern també havia d'assegurar la protecció de tots els residents afectats, inclosos els de les minories religioses i ètniques. També hauria de permetre que els refugiats dels llocs alliberats d'Estat Islàmic tornessin a les seves llars. S'estima que 820.000 persones havien fugit de la ciutat de Mossul, al nord de l'Iraq després que fou ocupada en 2014. En la primera meitat de 2017, la ciutat va ser rescabalada per l'exèrcit iraquià.
El mandat de la UNAMI es va estendre al 31 de juliol de 2018. La missió aconsellava i ajudava al govern iraquià inclòs l'enfortiment de les institucions de l'Estat, el diàleg polític, la protecció dels refugiats i la promoció dels drets humans. El govern iraquià proporcionava suport i seguretat logístics. Ja que Estat Islàmic havia estat gairebé vençut a l'Iraq, es va decidir revisar el mandat de la UNAMI l'any que ve. Es va demanar al Secretari general, Antonio Guterres, que l'estructura, els recursos, les prioritats i la cooperació amb altres entitats de les Nacions Unides fos avaluada per una part externa per fer la missió el més eficient possible.